# Gerd Higi
Gerd Higi (* 8. Februar 1919; † 12. April 1990 in Mainz) war ein deutscher Fußballspieler und -trainer. Der Ehrenspielführer vom FSV Mainz 05 war Spieler, Trainer und Funktionär bei den Rheinhessen. Der Verteidiger hat von 1945 bis 1951 in der Fußball-Oberliga Südwest 115 Ligaspiele absolviert und zwei Tore erzielt. Von Januar 1955 bis Juni 1957 war er Trainer bei Mainz 05 in der Oberliga.

## Laufbahn

### Spieler
Als Nachwuchsspieler war Gerd Higi schon in der Kampfbahn „Fort Bingen“ aktiv. Er kam 1936/37 in der Bezirksklasse Rheinhessen als Linksaußen auf zwölf Einsätze. Die Elf von Spielertrainer Clemens Weilbächer belegte den neunten Rang. Nach dieser Saison mussten die Nullfünfer das Stadion „Fort Bingen“ aufgeben; neue Heimspielstätte wurde die 1928 errichtete städtische Herbert-Norkus-Kampfbahn – das heutige Bruchwegstadion.
Nach Ende des Zweiten Weltkriegs eröffnete am 6. Januar 1946 die Oberliga Südwest mit dem Spiel Mainz 05 gegen den 1. FC Saarbrücken (2:4) vor 2.600 Zuschauern den Ligabetrieb. 1946/47 wurde die Runde in einer Achter-Staffel ausgespielt; vom 12. Januar 1947 bis 8. Juni 1947. Herausragend war der 3:1-Heimerfolg vor 9.000 Zuschauern mit Spielertrainer Helmut Schneider gegen den 1. FC Kaiserslautern. Ab der Saison 1947/48 gab es eine Nord- und eine Südstaffel im Südwesten.
Unter Trainer Albert Heitz belegten die Rot-Weißen vom Bruchwegstadion in der Saison 1948/49 in einer 13er-Staffel, den achten Rang. Higi, er agierte jetzt als linker Verteidiger, hatte alle 24 Pflichtspiele absolviert. Sein oftmaliger Verteidigerpartner war Josef Amadori, der aber auch als Mittelläufer Verwendung fand. Weitere Stammspieler waren Werner Barth, Erich Reith, der zwölffache Torschütze Karl-Heinz Wettig und Josef Meinhardt. In diesem Spieljahr waren drei Mainzer Vereine in der Oberliga vertreten: Mainz 05, SpVg Weisenau und die SG Gonsenheim. Gegen den Absteiger Gonsenheim wurden beide Spiele gewonnen, in Weisenau gab es ein 2:2-Remis und einen 3:0-Heimerfolg am Bruchweg.
Ab der Saison 1950/51 wurde erstmals in einer eingleisigen Oberliga Südwest mit 14 Mannschaften gespielt. Mit lediglich 14:38 Punkten konnten die Nullfünfer mit dem 12. Rang knapp den Klassenerhalt erreichen. Die Elf um Spielführer Higi hatte die Runde mit Trainer Berno Wischmann eröffnet, nach sechs Ligaspielen mit 4:8 Punkten übernahm Hans Geiger das Traineramt. Higi gehörte nochmals mit 24 Einsätzen der Stammelf an. Der Bäckermeister beendete seine Spielerlaufbahn und gehörte ab 1952 dem Spielausschuss seines Vereins an.

### Funktionär und Trainer
In der zweiten Saison von Trainer Emil Izsó, 1954/55, lief es schlecht bei Mainz 05. Um den Abstieg zu vermeiden, wird Gerd Higi ab Januar 1955 ehrenamtlicher Trainer am Bruchweg. Nach dem 19. Spieltag, den 23. Januar 1955, belegen punktgleich mit jeweils 9:27 Punkten, die Sportfreunde Saarbrücken und die Nullfünfer das Schlusslicht der Tabelle. Mit einem 9:0-Heimerfolg am nächsten Spieltag, den 30. Januar, gegen die Sportfreunde, findet die Higi-Elf Anschluss an Mitgefährdete wie Eintracht Kreuznach, Eintracht Trier und FV Speyer. Am Rundenende belegte Higi mit seiner Elf den 14. Rang und realisiert damit den Klassenerhalt. In den zwei weiteren Runden 1955/56 und 1956/57 als nebenberuflicher Trainer, belegt er jeweils mit den Rheinhessen den 10. Rang und baut dabei das Nachwuchstalent Lothar Buchmann in die Ligaelf ein. 1957 legte er aus beruflichen Gründen das Traineramt nieder.
In der 2. Fußball-Bundesliga sprang der Ehrenspielführer zweimal als Interimstrainer ein: 1974/75 für drei Spiele nach Uwe Klimaschefski und 1975/76 ebenfalls für drei Spiele für den nach Augsburg wechselnden Gerd Menne. Neben der Tätigkeit als Spielausschussvorsitzender war Higi auch noch als Chef der Juniorenabteilung und als Talentescout über Jahre für seinen Verein im Einsatz.
Gerd Higi war eine Institution und gehört zu den Nachkriegslegenden von Mainz 05.